# Боузер
Боузер (англ. Bowser, також відомий як Король Купа) — ігровий персонаж і головний антагоніст серії Mario. У Японії його називають Куппа (яп. クッパ). Він — лідер і найсильніший з черепах Купа. Відомий своїми численними викраденнями Принцеси Піч і спробами завоювати Грибне королівство.